# Дом купца Поздынина
Дом купца Поздынина — купеческий особняк начала XX века в стиле русского деревянного модерна, расположенный в Белозерске на Коммунистической (бывшей Дольной) улице, дом № 58. Объект культурного наследия регионального значения.

## Описание
Бревенчатое здание имеет нарядный фасад, удлинённый вдоль улицы. Имеются завершения в виде башенок. Кажущееся увеличение высоты дома достигается за счёт вытянутых проёмов окон. Объёмы здания разной величины отделяются друг от друга криволинейными выпусками брёвен. Верхние части фасадной стороны сруба декорированы резной обшивкой.

## История

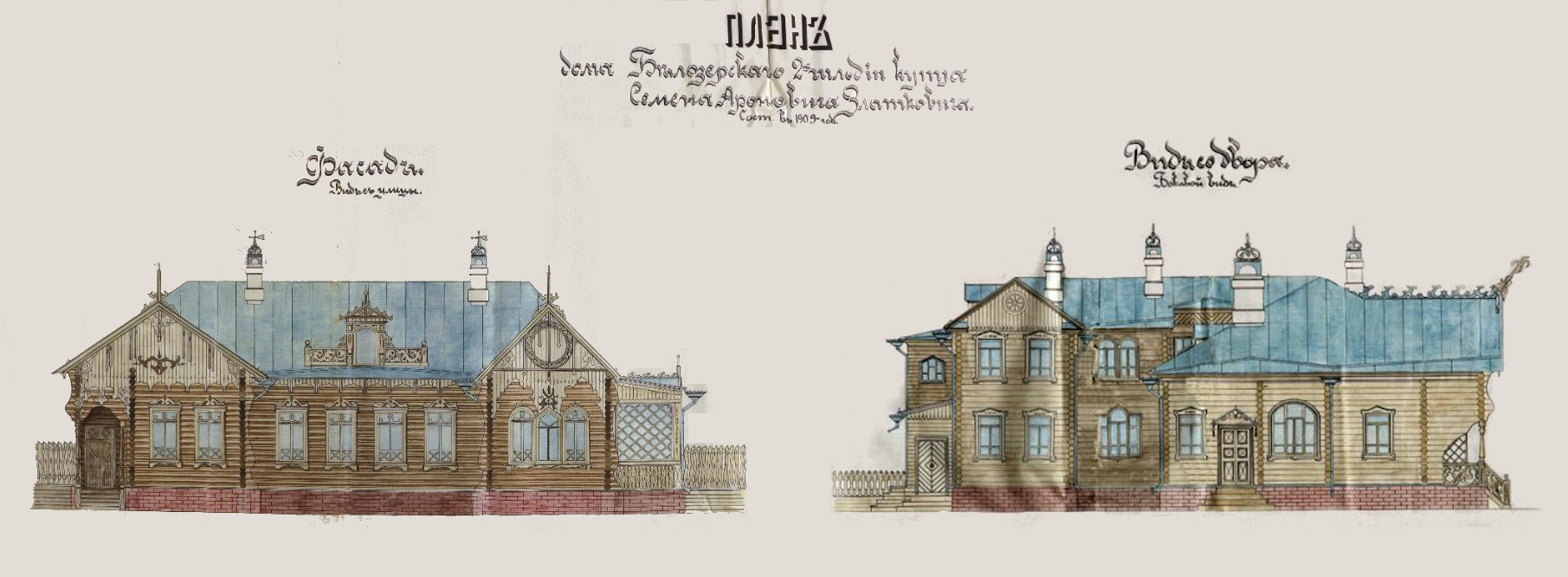
Чертежи фасадов дома С. А. Златковича (1909 год)

В 1909 году по заказу лесопромышленника, купца 2-й гильдии Семена Ароновича Златковича был разработан план деревянного особняка в стиле модерн. Вероятно, именно этот купец и являлся первым владельцем здания, а впоследствии продал его братьям Поздыниным. Купцы Поздынины вели обширную торговлю на Вологодчине, имели в Белозерске каменные лавки, владели лодками-«белозерками» и большими грузовыми судами для перевозки товаров в Санкт-Петербург. Кроме того один из братьев совместно с судовладельцами Капарулиным и Балдиным был хозяином нескольких пассажирских пароходов. После революции советская власть национализировала суда Поздыниных и их деревянный особняк.
В 1977 году был выполнен капитальный ремонт здания, а в 1978 году его признали памятником архитектуры. После ремонта в здании располагался ясли-сад.
В 2017 году особняк был приватизирован и с тех пор находится в частном владении.